# オーランチオキトリウム
オーランチオキトリウム（学名：Aurantiochytrium）とは、水中の有機物上に、小さな細胞集団を作る微生物。無色ストラメノパイルであるラビリンチュラの1種である。炭化水素を高効率で生成・蓄積する株が日本の研究者によって発見され、石油の代替燃料を生産できる「石油を作る藻類」として注目されていた。
2018年7月、コスト削減が進まず、実用化のための研究開発が断念された。

## 特徴
他のラビリンチュラと同様、葉緑体を持たず光合成をしない従属栄養生物であり、周囲の有機物を吸収して生育する。本属は熱帯から亜熱帯域にかけてのマングローブ林や河口域など、海水と淡水の入り混じる汽水域を好む。
細胞は球形で直径5-数十μm程度、細胞壁は薄い。増殖は基本的に二分裂による。分裂した細胞がそのまま連結し続けることで小型の群体を形成する。遊走子は2本の不等長の鞭毛を持つ。ラビリンチュラ類の特徴である細胞外細胞質のネットワークはあまり発達しない。
細胞はオレンジ色に呈色する場合があるが、これは細胞内に含まれるアスタキサンチン、フェニコキサンチン、カンタキサンチン、βカロテンなどの種々のカロテノイドによる。このオレンジ色（aurantius; ラテン語 "橙黄色の"）が属名の由来である。他にアラキドン酸、ドコサヘキサエン酸などの不飽和脂肪酸（高度不飽和脂肪酸、Poly-unsaturated fatty acid; PUFA）が含まれる。

## 炭化水素の生産
本属を含むラビリンチュラ類が PUFA を蓄積することは以前より知られていた。筑波大学教授の渡邉信らのグループよって、高効率で炭化水素（スクアレン）を産生し細胞内に溜め込む株が沖縄のマングローブ林にて、水中の落葉表面から発見された。
炭化水素を作り出す藻類は他にも知られていたが、油の回収や処理を含む生産コストが1リットルあたり800円程度かかるのが難点だった。オーランチオキトリウムを利用することで、その10分の1以下のコストで生産できると期待されている。
これまで有望とされていた緑藻類のボツリオコッカス・ブラウニーと同じ温度条件で培養した場合、10-12倍の量の炭化水素が得られる。培養することで、1リットルあたり1グラムのスクアレンを3日で作り出すことができ、仮に深さ1mの水槽で培養したとすると、面積1ヘクタールあたり年間最大約1万トンの炭化水素を作り出せると試算されている。これは2万ヘクタールの培養面積で日本の年間石油消費量を賄える量であり、耕作放棄地（38.6万ヘクタール）などを利用した生産が考えられている。
火力発電に使用する場合は、精製を行なうことなく、培養したものをペレットにしたものが使用できる。
渡邉信・彼谷邦光らの筑波大研究チームでは、生活排水中の有機物を食べさせる実験や、二酸化炭素をボトリオコッカスに食べさせ、出てきた余剰有機物をオーランチオキトリウムの餌に使う実験も行っている。日本で必要とされる量を賄う規模で培養するとなると、計算上では餌となる有機物が足りないため、イモや藻類由来のデンプンや生ごみを利用する計画もある。

### 発見と実用化に向けた取り組み
- 2010年12月14日 - 筑波大学教授の渡邉信らのグループが、特に高効率で化石燃料の重油に相当する炭化水素（スクアレン）を産生し細胞内に溜め込む株を発見し、茨城県つくば市で開催された藻類の国際学会 "Asia Oceania Algae Innovation Summit" で報告した[1][10]。

- 2011年度 - 仙台市・筑波大学・東北大学は共同で、オーランチオキトリウムを増殖する実証実験を始める予定となっている。早ければ同年内に仙台市に実証プラントを建設し、宮城野区の下水処理施設「南蒲生浄化センター」の生活・産業排水を利用して、3〜4年かけて研究開発が行われる[11][12][13]。

- 2011年12月 - 渡邉信教授の研究チームと自動車メーカーのマツダが共同でオーランチオキトリウムから精製した油を軽油に70%混ぜて、クリーンディーゼル車（CX-5）を走らせる実験を行い成功した[14]。

- 2013年4月 - 筑波大学と東北大学の共同研究施設が、仙台市南蒲生浄化センターに開所[15][16][17]。2011年11月、筑波大学が「藻類の生産技術確立」、東北大学が「オイル抽出・生成技術確立」、仙台市が「下水処理施設を中心とした協力」という役割分担で結ばれた協定による施設である[17]。
- 2018年7月 - 仙台市・筑波大学は雑菌の処理、培養コスト削減の目標を達成できず研究を断念。研究施設は新たな藻の研究や民間の参入で存続する[4]。

## 分類
オーランチオキトリウム属は、2007年に本多らによってシゾキトリウム属 Schizochytrium から分離・再編されてできた属である。そのため特許文献などでは、（2007年以降も）「シゾキトリウム」と表記されている場合も多い。
属レベルの分類は、分子系統解析、脂肪酸およびカロテノイド組成、光学顕微鏡レベルの形態観察に基づいて行われている。種レベルでは生活環の違いに基づいて分類されている（下記）が、この2種の他にも多数の未分類種が株番号で識別されたまま研究に用いられている。
Aurantiochytrium limacinum
本属のタイプ種。細胞直径7-15μm、遊走子嚢では最大24μm。遊走子嚢中では16-64個の遊走子が形成される。本種はナメクジ型 (limaciform) の不定形の細胞を生じる場合がある。
Aurantiochytrium mangrovei
A. limacinum とは異なり、遊走子嚢を形成しない。通常の細胞が二分裂を繰り返して遊走子を生じる。
前述の炭化水素高産生株は Aurantiochytrium sp. 18W-13a の名で扱われており、新種記載はされていない。
なお、シゾキトリウムは元来は遊走細胞の特徴から卵菌類と見なされていた。その後シゾキトリウムを含むヤブレツボカビ科は、表在性の胞子嚢を形成するという特徴から粘菌類に移された。ラビリンチュラに近縁であると考えられるようになったのは、仮足状に伸びる構造がラビリンチュラの細胞外細胞質と相同であるとみなされるようになったからである。その後、ラビリンチュラ類は真菌類と系統を異にすること、褐藻や珪藻など多くの藻類を擁するストラメノパイルに属することが明らかとなった。このような系統的位置に基づき、オーランチオキトリウムは「従属栄養性藻類」と表現されることもあるが、それによって｢光合成をするのだ｣との誤解を招くことも起きている。